# 志茂
志茂（しも）は、東京都北区の町名。現行行政地名は志茂一丁目から志茂五丁目。住居表示実施済み区域である。

## 地理
東京都北区の北東部北東端にあたり、隅田川西岸の低地に位置する。町域北部に岩淵水門があり、その付近で荒川から隅田川が分流し、また新河岸川が隅田川に合流する。町域の北は東京都・埼玉県境をなし、東は隅田川が北区・足立区の区境をなす。南は神谷、西は赤羽および赤羽南と接する。地区の中央を国道122号（北本通り）が南から西へ走り、その地下を東京メトロ南北線が走る。
新河岸川と荒川の間の中州状になった範囲にも町域が及ぶ。中州とは橋で連絡され、荒川下流河川事務所、公務員住宅などがあるが、荒川対岸の埼玉県や足立区側へ直接渡る橋は町域内にはない。
隅田川沿いである志茂三丁目、四丁目付近は工場地帯であったが、移転や研究所化によりそれらの跡地には大規模なファミリー向け高層マンション・中層マンションの建設がなされ人口の増加、特に生産年齢人口の増加が続いている。
住宅情報誌では「首都圏 2016-2021 地価上昇 アドレス TOP100」4位の「注目のアドレス」として赤羽〜志茂エリアが挙げられている。

### 地価
住宅地の地価は2018年（平成30年）1月1日の公示地価によれば北本通りから赤羽駅側に位置する志茂1丁目(14-10)の地点で39万1000円/m2、隅田川側に位置する志茂3丁目(38-9, 2023年より18-4)の地点で35万6000円/m2となっている。
令和に入っても上昇が続き、2021年（令和3年）には新型コロナウィルスによる影響で特に都心の商業地において大きく低下傾向にある一方で、1丁目については46万3000円/m2と微減となったものの3丁目については45万円/m2と大きく上昇。
最新の調査である2024年（令和5年）にはそれぞれ57万円、54万1000円と引き続き上昇の傾向が続いている。

### 計画
当地区にある東京メトロ南北線 志茂駅の隣接地には区部周辺部環状公共交通、いわゆるエイトライナー・メトロセブンの駅が設けられる構想がある。
両路線の結節点は赤羽駅だが、計画案の一つとして赤羽駅付近の用地確保の課題から当駅が運行上の結節点となる案があげられている。

## 歴史
江戸時代は豊島郡岩淵領下村。『武蔵田園簿』による村高は415石余であるが、江戸期を通じた新田開発の結果、天保郷帳による村高は846石余に及んだ。小名に上・下・大荒久などがあった。正保期に天領となり、その後小石川伝通院・浅草幡随院・谷中南泉寺等にも分け与えられた。代官手代の八官七兵衛により荒川沿岸の新田開発が行われ、1675年（延宝3年）八官新田と号した。また、荒川対岸の岩淵宿内に梛野原新田が飛地として存在した。
下村は1871年（明治4年）11月に浦和県（現埼玉県）から東京府に編入され、1878年（明治11年）に北豊島郡に所属した。1889年（明治22年）、町村制の施行に伴い 岩淵町に併せられ、岩淵町大字下となる。1932年（昭和7年）東京市に編入される際表記を改め、王子区志茂町一～三丁目となった。1957年（昭和32年）に大半が志茂一～五丁目に再編成され、1967年（昭和42年）5月1日の住居表示実施の際に1957年に再編成されなかった志茂町三丁目が志茂五丁目に編入された。

### 地名の由来
1932年（昭和7年）に王子区志茂町成立の際、大字下の小字志茂から採用された。この字志茂も元は「下」と書かれ、明治に好字二字化されたものであるが、同じく下村の字「上」（後に「加美」）と対を成している。下村の名称はこの小字上・下とは異なり、由来は荒川の渡し場があった岩淵宿の下流にあったことによる説が唱えられている。

## 世帯数と人口
世帯数と人口は以下の通りである。
|            | 2024年10月1日現在 | 2024年10月1日現在 | 2017年12月1日現在 | 2017年12月1日現在 |
| 丁目       | 世帯数            | 人口              | 世帯数            | 人口              |
| ---------- | ----------------- | ----------------- | ----------------- | ----------------- |
| 志茂一丁目 | 1,941世帯         | 3,224人           | 1,834世帯         | 3,190人           |
| 志茂二丁目 | 3,365世帯         | 5,466人           | 3,051世帯         | 5,291人           |
| 志茂三丁目 | 2,561世帯         | 5,049人           | 1,740世帯         | 3,371人           |
| 志茂四丁目 | 2,497世帯         | 4,345人           | 2,238世帯         | 4,055人           |
| 志茂五丁目 | 2,357世帯         | 3,888人           | 2,030世帯         | 3,567人           |
| 計         | 12,718世帯        | 21,972人          | 10,893世帯        | 19,474人          |

|            |            | 年少人口 | 生産年齢人口 | 老齢人口 | グラフ |
| ---------- | ---------- | -------- | ------------ | -------- | ------ |
| 志茂一丁目 | 2017年12月 | 288人    | 2,115人      | 787人    |        |
| 志茂一丁目 | 2024年10月 | 296人    | 2,174人      | 754人    |        |
| 志茂二丁目 | 2017年12月 | 446人    | 3,509人      | 1,336人  |        |
| 志茂二丁目 | 2024年10月 | 437人    | 3,746人      | 1,283人  |        |
| 志茂三丁目 | 2017年12月 | 396人    | 2,232人      | 743人    |        |
| 志茂三丁目 | 2024年10月 | 844人    | 3,417人      | 788人    |        |
| 志茂四丁目 | 2017年12月 | 384人    | 2,687人      | 984人    |        |
| 志茂四丁目 | 2024年10月 | 457人    | 2,896人      | 992人    |        |
| 志茂五丁目 | 2017年12月 | 339人    | 2,302人      | 926人    |        |
| 志茂五丁目 | 2024年10月 | 357人    | 2,668人      | 863人    |        |

これらを見ると、志茂地区の総人口は7年で2500人以上増加している。
特に、志茂三丁目に関しては単体で800世帯以上・1600人以上増加し、中でも年少人口および生産年齢人口の増加が顕著でありファミリー層の人気が高まっている。
令和5年には当地域が学区域であるなでしこ小学校では校舎の増築等の検討が開始されることが発表された。

### 人口の変遷
国勢調査による人口の推移。
| 年                 | 人口   |
| ------------------ | ------ |
| 1995年（平成7年）  | 19,417 |
| 2000年（平成12年） | 19,366 |
| 2005年（平成17年） | 19,365 |
| 2010年（平成22年） | 19,300 |
| 2015年（平成27年） | 18,942 |
| 2020年（令和2年）  | 20,922 |

### 世帯数の変遷
国勢調査による世帯数の推移。
| 年                 | 世帯数 |
| ------------------ | ------ |
| 1995年（平成7年）  | 8,425  |
| 2000年（平成12年） | 8,968  |
| 2005年（平成17年） | 9,439  |
| 2010年（平成22年） | 9,833  |
| 2015年（平成27年） | 9,848  |
| 2020年（令和2年）  | 11,187 |

## 学区
区立小・中学校に通う場合、学区は以下の通りとなる（2023年10月時点）。
| 丁目       | 番地     | 小学校               | 中学校               |
| ---------- | -------- | -------------------- | -------------------- |
| 志茂一丁目 | 全域     | 北区立なでしこ小学校 | 北区立赤羽岩淵中学校 |
| 志茂二丁目 | 1〜48番  | 北区立なでしこ小学校 | 北区立赤羽岩淵中学校 |
| 志茂二丁目 | 49〜64番 | 北区立岩淵小学校     | 北区立赤羽岩淵中学校 |
| 志茂三丁目 | 全域     | 北区立なでしこ小学校 | 北区立赤羽岩淵中学校 |
| 志茂四丁目 | 全域     | 北区立なでしこ小学校 | 北区立赤羽岩淵中学校 |
| 志茂五丁目 | 全域     | 北区立岩淵小学校     | 北区立赤羽岩淵中学校 |

## 事業所
2021年（令和3年）現在の経済センサス調査による事業所数と従業員数は以下の通りである。
| 丁目       | 事業所数  | 従業員数 |
| ---------- | --------- | -------- |
| 志茂一丁目 | 84事業所  | 765人    |
| 志茂二丁目 | 198事業所 | 1,055人  |
| 志茂三丁目 | 88事業所  | 1,274人  |
| 志茂四丁目 | 79事業所  | 271人    |
| 志茂五丁目 | 74事業所  | 455人    |
| 計         | 523事業所 | 3,820人  |

### 事業者数の変遷
経済センサスによる事業所数の推移。
| 年                 | 事業者数 |
| ------------------ | -------- |
| 2016年（平成28年） | 509      |
| 2021年（令和3年）  | 523      |

### 従業員数の変遷
経済センサスによる従業員数の推移。
| 年                 | 従業員数 |
| ------------------ | -------- |
| 2016年（平成28年） | 3,810    |
| 2021年（令和3年）  | 3,820    |

## 交通

### 鉄道
- 東京地下鉄 - 志茂駅（南北線）

このほか、JR東日本の赤羽駅も利用される。

### バス
- 東京都交通局 - 志茂二丁目、志茂一丁目（志茂駅前）
  - いずれも北本通り（国道122号）上に設置されており、「王57」（赤羽駅 - 王子駅 - 豊島五丁目団地）が利用可能。
  - 当地区に隣接する都営バス北営業所前にある北車庫前バス停より「王40出入」（北車庫 - 王子駅 - 池袋駅東口、北車庫 - 王子駅 - 西新井駅、北車庫 - 王子駅）も利用される。

### 道路・橋梁
道路
- 国道122号（北本通り）
- 東京都道449号新荒川堤防線

橋梁
- 新志茂橋（新河岸川）

このほか、岩淵水門と旧岩淵水門も徒歩橋の設備を有している。

## 施設
- 教育・保育施設
  - 志茂保育園
  - 志茂北保育園
  - 志茂南保育園
  - 志茂つくし保育園
  - にじいろ保育園 志茂 - 2021年新園舎に移転
  - つちっこ保育園
  - ポポラー東京赤羽園
  - グローバルキッズ志茂保育園
  - グローバルキッズ志茂第二保育園 - 2021年新規開園
  - りとるうぃず赤羽志茂保育園
  - 志茂子ども交流館
- 医療機関
  - 博栄会 赤羽中央総合病院・東京シニアケアセンター赤羽 - 2021年10月新築移転開院
- 生活利便施設
  - スーパーバリュー 志茂店
  - まいばすけっと 志茂4丁目店 - 2022年1月オープン
  - まいばすけっと 志茂駅前店 - 2024年8月オープン
  - 総合食品くろだ
  - ジョナサン 志茂駅前店
- 体育施設
  - 北区 赤羽体育館
  - 元気ぷらざ (区営プール)
- 郵便局
  - 北志茂郵便局
  - 北志茂一郵便局
- 神社仏閣
  - 西蓮寺
  - 志茂熊野神社
  - 梛野原稲荷神社
- トヨタモビリティ東京 赤羽店
- 赤羽消防署 志茂出張所
- 城北信用金庫 赤羽支店 志茂出張所
- 東京シティ信用金庫 赤羽支店
- 岩淵水門
- 荒川岩淵緑地
- 荒川下流河川事務所
- 北清掃工場

## その他

### 日本郵便
- 郵便番号 : 115-0042[3]（集配局 : 赤羽郵便局[21]）。